# قمری زمردی آرام
قمری زمردی آرام (نام علمی: Chalcophaps longirostris) نام یک گونه از سرده قمری‌های زمردی است.